# 27054 Williamgoddard
27054 Williamgoddard este o planetă minoră (asteroid), cu un diametru de 3,475 km, din centura de asteroizi. A fost descoperită pe 18 septembrie 1998 la Stația Anderson Mesa de Lowell Observatory Near-Earth-Object Search. 
Obiectul prezintă o orbită caracterizată de o semiaxă mare de 2,2959288 UAi, o excentricitate de 0,05, o înclinație de 5,94311 ° în raport cu ecliptica.